# Selaginella mazaruniensis
Selaginella mazaruniensis är en mosslummerväxtart som beskrevs av Jenm.. Selaginella mazaruniensis ingår i släktet mosslumrar, och familjen mosslummerväxter. Inga underarter finns listade i Catalogue of Life.